# Elena Merkulova
Elena Vladimirovna Merkulova (russe : Елена Владимировна Меркулова) est une gymnaste trampoliniste russe née en 1970 à Leningrad (RSFS de Russie). 

## Carrière
Elena Merkulova remporte aux Championnats du monde 1988 trois médailles : une médaille d'or en trampoline avec l'équipe soviétique et deux médailles de bronze, en trampoline synchronisé avec Tatiana Louchina et en trampoline individuel. Aux Mondiaux de 1990, elle obtient trois titres en trampoline par équipes, en trampoline synchronisé (avec Louchina) et en trampoline individuel. En 1992, Elena Merkulova conserve son titre en trampoline individuel.
La détentrice de 12 titres soviétiques devient ensuite entraîneuse de trampoline de 1994 à 1996. Elle travaille ensuite dans l'import-export au sein d'une entreprise russe.